# Madde Kalda
Madde Kalda (bis 1925 Magdalena Alavina, 1925–1936 Magdalena Kalda, * 10. Augustjul. / 23. August 1903greg. in Põikma, Landgemeinde Kohila; † 6. April 1984 in Väike-Maarja) war eine estnische Schriftstellerin.

## Leben und Werk
Kalda schloss 1917 die Schule ab und arbeitete danach als Sekretariatsgehilfin in der Gemeindeverwaltung, anschließend lebte sie bis zu ihrem Tode als Hausfrau in Väike-Maarja, lediglich unterbrochen durch einen dreijährigen Aufenthalt in Tamse auf der Insel Muhu.
Ihr beim Romanwettbewerb 1978 eingereichtes Manuskript Vigalast Siberimaale („Von Vigala nach Sibirien“) erhielt einen Sonderpreis und wurde in gekürzter Form drei Jahre später als Buch unter dem Titel Sieben Sterne am Himmelszelt veröffentlicht. Der Roman fußt auf der Lebensgeschichte ihrer Mutter und bietet ein detailliertes Bild des dörflichen Lebens in Westestland im letzten Viertel des 19. und zu Beginn des 20. Jahrhunderts. Er wurde von der Kritik besonders gelobt wegen seiner „Authentizität“ und des „emotionalen Gedächtnisses“, das die bisherige Geschichtsforschung nicht habe leisten können. Außerdem ersetzte er in der Sowjetzeit das Genre „Memoiren“, das infolge der Zensurumstände und der vorgeschriebenen, marxistisch-determinierten Geschichtsauffassung nicht wirklich existierte. So bemerkte ein Kritiker: „Diese Art literarisierter Familiengeschichten nähert sich in mancherlei Hinsicht der Memoirenliteratur an und ist als solche sicherlich hilfreich für ein Verständnis von Geschichte überhaupt.“

## Bibliografie
- Seitse tähte taeva sõelas ('Sieben Sterne am Himmelszelt'). Tallinn: Eesti Raamat 1981. 252 S.

## Auszeichnungen
- 1982 Eduard-Vilde-Preis